# Praon mollitrichosiphi
Praon mollitrichosiphi är en stekelart som beskrevs av Agarwala, Saha och Mahapatra 1987. Praon mollitrichosiphi ingår i släktet Praon och familjen bracksteklar. Inga underarter finns listade i Catalogue of Life.